# Municipio de Green (condado de Indiana)
El municipio de Green (en inglés: Green Township) es un municipio ubicado en el condado de Indiana en el estado estadounidense de Pensilvania. En el año 2000 tenía una población de 3.995 habitantes y una densidad poblacional de 29.2 personas por km².

## Geografía
El municipio de Green se encuentra ubicado en las coordenadas 40°42′30″N 79°01′00″O / 40.70833, -79.01667.

## Demografía
Según la Oficina del Censo en 2000 los ingresos medios por hogar en la localidad eran de $28,750 y los ingresos medios por familia eran de $32,338. Los hombres tenían unos ingresos medios de $25,813 frente a los $16,949 para las mujeres. La renta per cápita de la localidad era de $12,524. Alrededor del 14,1% de la población estaba por debajo del umbral de pobreza.